# Пунин, Леонид Николаевич
Леонид Николаевич Пунин (1892—1916) — поручик, известный партизан Первой мировой войны, Георгиевский кавалер, организатор и атаман отряда особой важности при Главкоме Северным фронтом (с марта 1917 — отряд Особой важности имени Атамана Пунина).

## Биография
Отец — Николай Михайлович Пунин, военный врач, врач Гвардейской стрелковой бригады, участник Первой мировой войны. Мать — Анна Николаевна Артамонова, актриса.
Окончил 2-й кадетский корпус (1910) и Павловское военное училище (1912), откуда выпущен был подпоручиком в 94-й пехотный Енисейский полк.
В конце 1912 года был переведён в 8-й Финляндский стрелковый полк, с которым и вступил в Первую мировую войну. В 1914—1915 годах был начальником команды пеших разведчиков, а также состоял адъютантом. Был удостоен ордена Св. Георгия 4-й степени
За то, что в период времени с 13 по 19 ноября 1914 г., произвел ряд ценных разведок, пребывая в непосредственной близости к противнику, под его сильным артиллерийским и ружейным огнём; результатом этих разведок было выяснение расположения противника у с. Цу-Буддерн и представление съемки его окопов с проволочными заграждениями и проходов среди них.
В составе 8-го Финляндского стрелкового полка участвовал в Августовской и Скоминтнерской операциях, а также боях за Карпаты. В сентябре 1915 приступил к формированию отряда Особой важности, который был официально сформирован 7 декабря 1915 года. Отряд состоял на семьдесят процентов из Георгиевских кавалеров (из 2-й, 4-й и 5-й кавалерийских дивизий, Отдельной кавалерийской бригады, Уссурийской конной бригады, 2-го Латышского стрелкового батальона и Запасного дивизиона города Орла). В декабре 1915 поручик Пунин официально получил разрешение именоваться атаманом. Эскадронными командирами отряда были известные в будущем белые генералы — С. Н. Булак-Балахович (командир 2-го эскадрона), Ю. Н. Булак-Балахович (младший офицер 2-го эскадрона), Р. Ф. Унгерн-Штернберг (командир 3-го эскадрона).
Отряд Особой важности при Главкоме Северным фронтом был единственным партизанским формированием, действовавшим на территории Рижского плацдарма. Отряд атамана Пунина участвовал в Митавской, Рижской, Двинской и других операциях, получал положительные отзывы от Верховного Командования.
1 сентября 1916 года был смертельно ранен в бою с немцами — у мызы Антицием (ныне — село Антициемс (Antiņciems), расположенное в 48 км к западу от Риги, Латвия) и скончался в тот же день. Похоронен в Павловске под Санкт-Петербургом.

## Семья
Братья: Николай (известный историк искусства, третий муж Анны Ахматовой), Александр (биолог, преподаватель), Лев (участник Первой мировой, Советско-финской и Отечественной войн, военный историк). Сестра — Зинаида (во время Первой мировой войны — сестра милосердия)

## Награды
- Орден Святого Георгия 4-й степени (ВП 25.04.1915)
- Георгиевское оружие (ВП 21.11.1915)
- Орден Святого Владимира 4-й степени с мечами и бантом
- Орден Святой Анны 4-й степени
- Орден Святого Станислава 3-й степени с мечами и бантом
- Орден Святого Станислава 2-й степени с мечами